# Cyperus echinatus
Cyperus echinatus là loài thực vật có hoa trong họ Cói. Loài này được (L.) Alph.Wood mô tả khoa học đầu tiên năm 1861.

## Hình ảnh

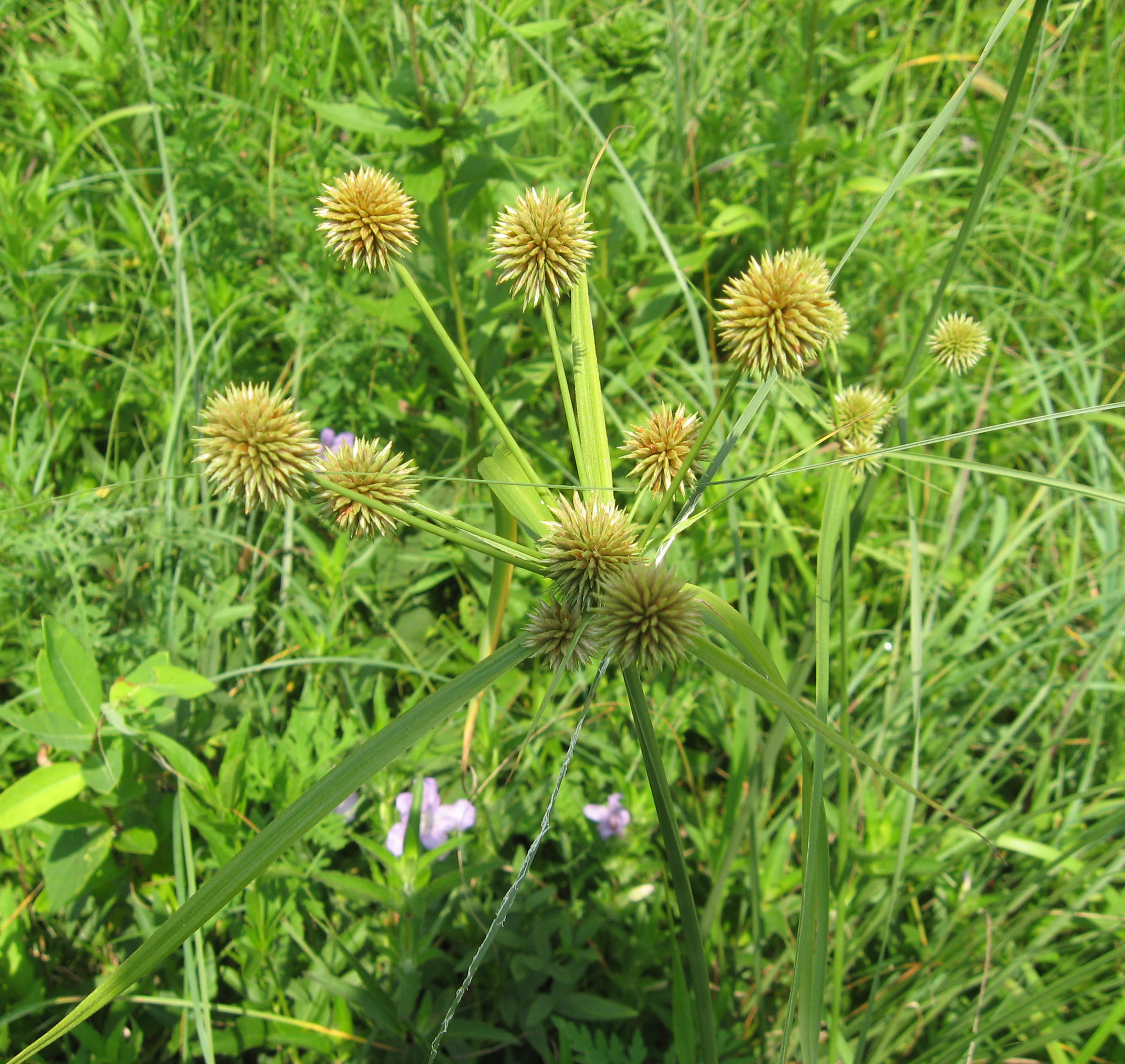